# Золтан Дудаш
Золтан Дудаш (угор. Dudás Zoltán; 8 серпня 1933 — 13 вересня 1989) — колишній угорський футболіст. У складі збірної Угорщини на літніх Олімпійських іграх 1960 року в Римі, Італія, виграв бронзову медаль.

## Титули і досягнення
- Бронзовий олімпійський призер: 1960